# Bo Svensson
Pour les articles homonymes, voir Svensson.
Bo Svensson, né le 4 août 1979 à Skørping (en) au Danemark, est un footballeur international danois reconverti entraîneur.

## Biographie

### Entraîneur
Bo Svensson est nommé entraîneur du FSV Mayence en janvier 2021. Le club est alors relégable en Bundesliga et termine finalement la saison en douzième position. Après deux saisons conclues dans le top 10 du championnat, le début de saison 2023-2024 est marqué par une absence de victoire au bout de neuf journées et une dernière place au classement du championnat. À la suite d'une élimination au deuxième tour de la Coupe d'Allemagne par le Hertha BSC, club de 2. Bundesliga, Svensson donne sa démission.

## Palmarès
- FC Copenhague
  - Vainqueur du Championnat du Danemark : 2001, 2003, 2004 et 2006
  - Vainqueur de la Coupe du Danemark : 2004
  - Vainqueur de la Royal League Scandinave : 2005 et 2006